# Oenanthe javanica
Oenanthe javanica (nombres comunes: perejil japonés, apio chino, perejil cisterna y apio de agua), es una hierba perenne del género Oenanthe, cultivada en mayor medida en países asiáticos, de donde es originaria. 

## Descripción
Su tallo, delgado y hueco, puede crecer hasta una altura de 1,5 m en promedio. Se desarrolla con facilidad en zonas anegadas con abundante agua dulce, como pantanos o taludes de canales y arroyos.
Mientras que Oenanthe javanica es comestible, las restantes especies de la familia Oenanthe son tóxicas.

## Usos

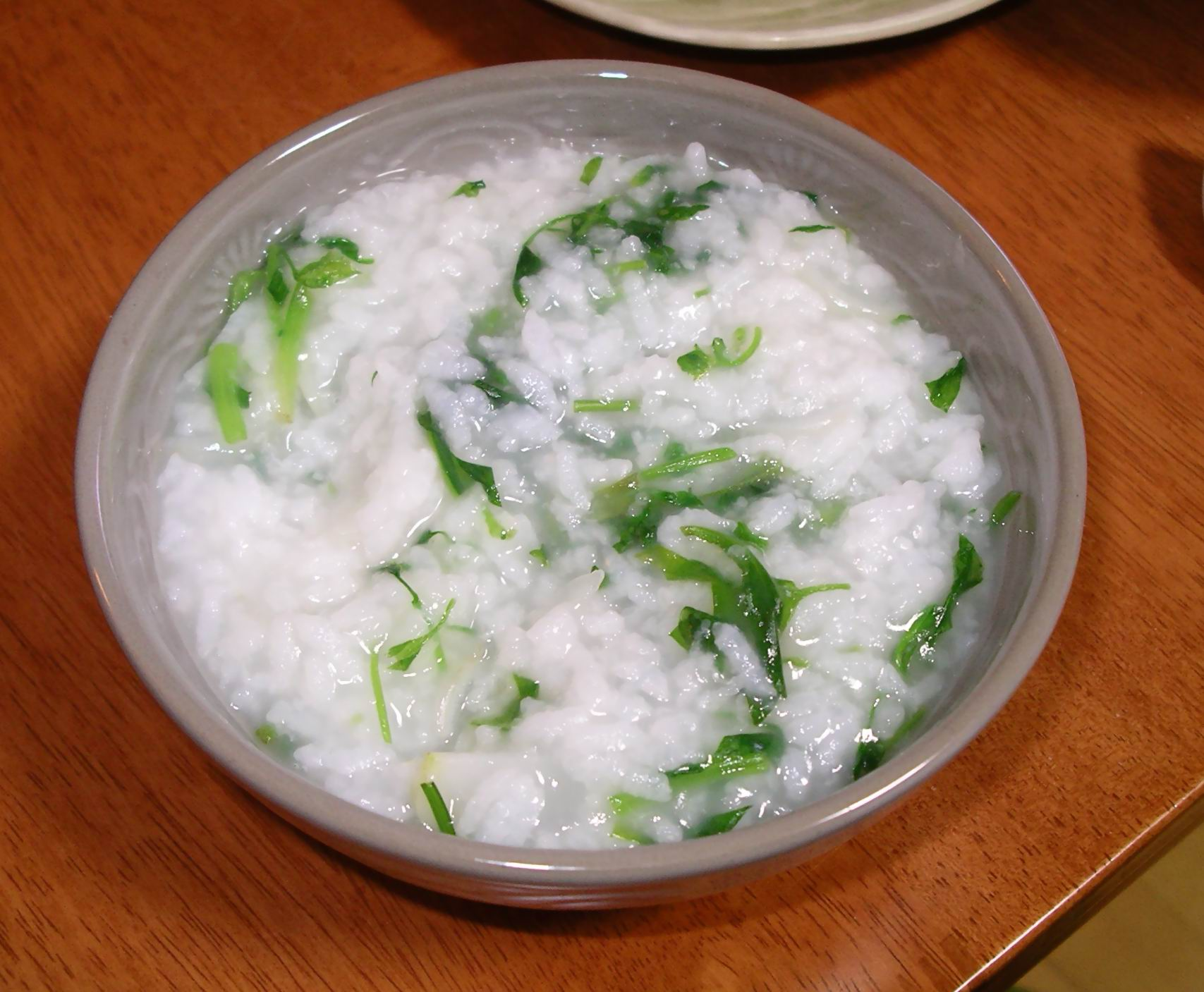
Nanakusa, plato tradicional de la cocina japonesa durante el Festival de las siete hierbas.

El cerdo es un alimento muy apreciado en China; para alimentar a los animales domesticados, los productores utilizan cereales, soja y arroz. También se emplea una gran variedad de productos no cerealeros, incluyendo plantas acuáticas, entre las que destaca Oenanthe javanica y Pistia stratiotes.
Es uno de los ingredientes del plato simbólico que se consume durante el festival japonés de primavera denominado Nanakusa-no-sekku (en japonés: 七草の節句).